# Mladotický potok (přítok Střely)
Mladotický potok je vodní tok v okrese Rakovník a v severní části okresu Plzeň-sever, levostranný přítok řeky Střely.

## Popis toku
Mladotický potok pramení v Zelenodolském lese na západním svahu Lhotského vrchu, na území Vysoké Libyně mezi Vysokou Libyní a Žďárem v nadmořské výšce přibližně 510 m, na území přírodního parku Jesenicko v okrese Plzeň-sever. Zprvu teče potok severozápadním směrem, po přibližně 1 km vtéká na území okresu Rakovník (část Podbořánky města Jesenice (okres Rakovník)), přijímá pravostranný přítok tekoucí ze svahu Lhotského vrchu a protéká přírodní rezervací Rybníčky u Podbořánek. Rezervace chrání cenné území se zastoupením společenstev rašelinišť, vlhkých luk, mokřadů, vodních a lesních společenstev s výskytem vzácných a ohrožených druhů.
Táhlým obloukem se potok postupně stáčí k západu a přijímá další pravostranný přítok přitékající od Podbořánek. V tomto úseku tok Mladotického potoka kopíruje na pravém břehu silnice č. 206 z Podbořánek do Žihle. U Chvojkovského Mlýna se potok stáčí k jihozápadu a více než 1 km tvoří okresní hranici. Před silnicí Potvorov–Žihle opouští Rakovnicko a přijímá levostranný potok. V polích Žihelské pánve se poprvé kříží s železniční tratí č. 160 z Plzně do Žatce, přijímá Žihlický potok tekoucí ze severu od Žihle a drobný Přehořovský potok.
Před Přehořovem se opět kříží s dráhou, téměř jižním směrem protéká vsí a u železniční zastávky Potvorov se spojuje s Potvorovským potokem. Lesem na úpatí Potvorovského kopce teče až k Odlezelskému jezeru, ve kterém se spojuje s Odlezelským potokem. Odlezelské jezero vzniklo bezprostředně po mimořádných deštích 25. a 26. května 1872, které způsobily rozsáhlou povodeň v povodí Berounky. Na kaskádách za jezerem v úzkém údolí jsou dva malé vodopády.
Za samotou U Spálenky přijímá malé přítoky z obou stran, protéká nivou s poli a loukami, kde se rozvětvuje na několik ramen, která se spojují až před soutokem s Řemešínským potokem. Nedaleko od soutoku je přemostěn v současnosti nevyužívanou železniční tratí č. 162 z Mladotic do Rakovníka, za kterou se stéká s Chrášťovickým potokem. Z potoka se odděluje rameno náhonu ke mlýnu v Mladoticích, které obtéká po jihovýchodní straně přemostěn silnicí z Mladotic do Kralovic.
Převážná část posledních kilometrů toku vede po dně zaniklého Mladotického rybníka, kde do něj ústí poslední přítok – Trojanský potok – přitékající z východu od Šebíkova. Na bývalé hrázi rybníka se naposled kříží s železniční tratí Plzeň–Žatec a nedaleko Podhrázského Mlýna se v nadmořské výšce 343 m vlévá zleva do řeky Střely.

## Přítoky
levý/pravý, od pramene k ústí
- Žihlický potok (P)
- Přehořovský potok (P)
- Potvorovský potok (L)
- Odlezelský potok (P)
- Řemešínský potok (L)
- Chrášťovický potok (P)
- Trojanský potok (L)